# Hồng Phất Nữ
Hồng Phất Nữ (chữ Hán: 紅拂女; bính âm: Hong Fu Nü), là một nhân vật truyền thuyết Trung Hoa, được hư cấu từ tác phẩm võ hiệp trứ danh Cầu Nhiệm Khách truyện (虯髯客傳) của Đỗ Quang Đình.
Cùng với Lý Tịnh và Cầu Nhiệm Khách, Hồng Phất được xưng vào nhóm 3 hiệp khách lừng danh, gọi [Phong trần tam hiệp; 風塵三俠].

## Tiểu sử
Trong tác phẩm, Hồng Phất Nữ có tên Trương Xuất Trần (張出塵), cũng gọi Sơ Trần (初塵), sống vào đời Tùy mạt Đường sơ.
Ban đầu, Trương thị là một ca kỹ trong phủ Tư đồ Sở Quốc công Dương Tố. Lúc nào trong tay nàng cũng cầm một cây phất trần màu đỏ, nên gọi như vậy. Trương thị tuổi trẻ có dung mạo rất xinh đẹp, cơ trí quả cảm, phong tư hiên ngang, sớm nhìn thấy Lý Tịnh và Cầu Nhiệm Khách bất phàm, nguyện gả cho Lý Tịnh làm vợ, rồi cùng Cầu Nhiệm Khách kết nghĩa kim lan.
Khi ấy, Lý Tịnh đến phủ nhà Dương Tố ở qua đêm. Trương thị nửa đêm hôm đến gõ cửa phòng, cậy nhờ:“Ti la phi độc sinh, nguyện thác kiều mộc” (Nguyên văn: 絲蘿非獨生，願托喬木), sau đó liền cùng Lý Tịnh chạy trốn, thành vợ thành chồng từ dạo ấy. Trong một lần nhìn lén Trương thị chải đầu, Cầu Nhiệm Khách cùng Trương thị bái nghĩa, sau đó cả ba phiêu bạt khắp nơi, quyết tâm lật đổ nhà Tùy. Khi gặp Lý Thế Dân cùng cha là Lý Uyên, Cầu Nhiệm Khách từ bỏ ý định này, trong khi vợ chồng Lý Tịnh và Trương thị quyết định giúp họ Lý giành thiên hạ. Cầu Nhiệm Khách sau đó dâng hết gia sản cho hai vợ chồng Lý Tịnh, một mình xuống phương Nam lập một nước riêng và xưng Vương, gọi là Phù Dư Quốc.
Trong văn hóa Trung Hoa cổ đại, Hồng Phất Nữ vẫn luôn hiện lên như một đại nữ hiệp tiêu biểu. Hồng lâu mộng của Tào Tuyết Cần khi viết ra, mượn lời Lâm Đại Ngọc mà tán dương: ["“Trường ấp hùng đàm thái tự thù, mỹ nhân cự nhãn thức cùng đồ; thi cư dư khí dương công mạc, khởi đắc ki mi nữ trượng phu”; 長揖雄談態自殊，美人巨眼識窮途；尸居餘氣楊公幕，豈得羈縻女丈夫。].